# Lista de cidades do Mississippi
Esta é uma lista de cidades do estado do Mississippi, Estados Unidos.

## A
- Abbeville
- Aberdeen
- Ackerman
- Algoma
- Alligator
- Amory
- Anguilla
- Antonia
- Arcola
- Artesia
- Ashland

## B
- Baldwyn
- Bassfield
- Batesville
- Bay Springs
- Bay St. Louis
- Beaumont
- Beauregard
- Bedford Heights
- Bellefontaine
- Belmont
- Belzoni
- Benoit
- Bentonia
- Beulah
- Big Creek
- Big Point
- Biloxi
- Blue Mountain (Mississippi)
- Blue Springs
- Booneville
- Bogue Chitto
- Bolton
- Boyle
- Brandon
- Braxton
- Brookhaven
- Brooksville
- Bruce
- Bude
- Byhalia
- Byram

## C
- Caledonia
- Calhoun City
- Cambridge
- Canton
- Carrolton
- Carthage
- Cary
- Centreville
- Charleston
- Choctaw
- Chunky
- Clarksdale
- Cleveland
- Clinton
- Coahoma
- Coffeeville
- Coldwater
- Collins
- Collinsville
- Columbia
- Columbus
- Columbus AFB
- Como
- Conehatta
- Copinth
- Corinth
- Courtland
- Crawford
- Crenshaw
- Crosby
- Crowder
- Cruger
- Crystal Springs

## D
- D'Iberville
- D'Lo
- De Kalb
- Decatur
- Delisle
- Derma
- Diamondhead
- Doddsville
- Drew
- Duck Hill
- Dumas
- Duncan
- Durant

## E
- Ecru
- Eden
- Edwards
- Ellisville
- Enterprise
- Escatawpa
- Ethel
- Eupora

## F
- Falcon
- Falkner
- Farmington
- Fayette
- Fledge
- Flora
- Florence
- Flowood
- Forest
- French Camp
- Friars Point
- Fulton

## G
- Gallman
- Gattman
- Gautier
- Georgetown
- Glen
- Glendora
- Gloster
- Golden
- Goodman
- Greenville
- Greenwood
- Grenada
- Gulf Hills
- Gulf Park Estates
- Gulfport
- Gunnison
- Guntown

## H
- Hamilton
- Hatley
- Hattiesburg
- Hazlehurst
- Heidelberg
- Helena
- Hernando
- Hickory
- Hickory Flat
- Hickory Hills
- Hollandale
- Holly Springs
- Horn Lake
- Houlka
- Houston
- Hurley

## I
- Indianola
- Inverness
- Isola
- Itta Bena
- Iuka

## J
- Jackson
- Jefferson
- Jonestown
- Jumpertown

## K
- Kilmichael
- Kiln
- Kosciusko
- Kossuth

## L
- Lake
- Lambert
- Latimer
- Laurel
- Leakesville
- Learned
- Leland
- Lena
- Lexington
- Liberty
- Long Beach
- Louin
- Louise
- Louisville
- Lucedale
- Lula
- Lumberton
- Lyman
- Lynchburg
- Lyon

## M
- Maben
- Macon
- Madison
- Magee
- Mantachie
- Mantee
- Marks
- Mathiston
- Mayersville
- McComb
- Meridian
- Monticello
- Morton
- Moss Point
- Myrtle

## N
- Natchez
- Nettleton
- New Albany

## O
- Okolona
- Olive Branch
- Oxford

## P
- Pascagoula
- Pass Christian
- Pearl
- Pelahatchie
- Philadelphia
- Picayune
- Pontotoc
- Pt Bienville
- Pt Gibson
- Purvis

## Q
- Quitman

## R
- Randolph
- Raymond
- Richland
- Ridgeland
- Rienzi
- Ripley
- Rolling Fork
- Ruleville

## S
- Saltillo
- Sardis
- Sebastopol
- Senatobia
- Shannon
- Sherman
- Sledge
- South Haven
- Southaven
- St Joseph
- Starkville
- Stoneville
- Stonewall

## T
- Taylorsville
- Tremont
- Troy
- Tupelo
- Tutwiler

## V
- Vardaman
- Verona
- Vicksburg

## W
- Walls
- Walnut Grove
- Waynesboro
- West Point
- Woodsville